# Greased
Greased is een ep van de Amerikaanse ska-punkband Less Than Jake. Het album werd uitgegeven in 1997 op cd en 12 inch via No Idea Records en bevat covers van de Amerikaanse film en musical Grease. De ep werd oorspronkelijk uitgegeven in 1997 via No Idea Records en werd door hetzelfde label heruitgegeven op 12 inch, cd en lp in 2004, 2007 en 2008.

## Nummers
1. "Summer Nights" - 1:54
2. "You're the One That I Want" - 2:08
3. "Look at Me, I'm Sandra Dee" - 1:01
4. "Greased Lightning" - 2:28
5. "Hopelessly Devoted to You" - 2:11
6. "Blue Moon" - 1:36
7. "Beauty School Dropout" - 2:17
8. "We Go Together" - 1:45

## Band
- Chris Demakes - gitaar, zang
- Roger Manganelli - basgitaar, zang
- Vinnie Fiorello - drums
- Buddy Schaub - trombone
- Jessica Mills - altsaxofoon
- Derron Nuhfer - baritonsaxofoon